# まいん&シャキーン!夢のコラボ Eテレパワーで倒せ!謎の宇宙人
『まいん&シャキーン!夢のコラボ Eテレパワーで倒せ!謎の宇宙人』は、NHK教育テレビにて2010年10月11日（月曜日・体育の日）9:00～10:00に放送された、教育テレビ内の番組によるコラボレーション企画。2010年12月31日16:00～17:00に再放送された。

## 概要
ある日、「クッキンアイドル アイ!マイ!まいん!」のまいん（福原遥）と「シャキーン!」のあやめ（小島あやめ）による「コラボ・コンサート」が開かれることになった。しかし、コンサート中に「地球の教育テレビ番組など認めない」という宇宙人のモー星人（ルー大柴）がステージを乗っ取ってしまう。そこで、モー星人を襲う人間の美少女のメグメグ（安めぐみ）とニャンタレ星人の妖精のミーニャンを呼び出してきた。2人はメグメグとミーニャンに呼び出された後、NHK教育テレビの人気キャラクターたちの力を借りて、モー星人に立ち向かう。

## メグメグの衣装
ここでは、メグメグがミーニャンのペンダントの力を借りて様々な9個のコスチュームにバリエーションし、NHK教育テレビの人気キャラクターたちの衣装にメグメグが変身。衣装の一覧は以下の通り。
- 一人前になる料理人（クッキンアイドル アイ!マイ!まいん!）
- 森の妖精メグ（シャキーン!）
- 科学者（すイエんサー）
- 英語教師（えいごであそぼ）
- 工作のお姉さん（つくってあそぼ）
- ストレッチウーマン（ストレッチマン・ハイパー）
- 偽スイちゃん（みいつけた!）
- 探検隊のリーダー（モリゾー・キッコロ 森へ行こうよ!）
- 歌のお姉さん（BSななみDEどーも）

## 出演者
- あやめちゃん：小島あやめ
- まいん：福原遥
- メグメグ：安めぐみ
- モー星人：ルー大柴
- ストレッチマン：宇仁菅真
- 品川庄司
- 大島麻衣
- すイエんサーガールズ
  - 前田希美
  - 黒田瑞貴
- クラップダンサーズ
  - ももか：関百花
  - りおん：八木澤璃音
- ワクワクさん：久保田雅人
- ジェニー：ジェニファー・ペリマン

（以下の人物はVTR出演）
- エリック：エリック・ジェイコブセン
- スイちゃん：熊田胡々
- ウド鈴木
- 入来茉里

## 声の出演
- ミーニャン：平野綾
- ミサンガ：小林晃子
- ジュモクさん：片桐仁
- ネコッパチ：やついいちろう
- モリゾー：八奈見乗児
- キッコロ：渡辺菜生子
- ケボ：ジュリア・ヤマコフ
- モッチ：リサ・シラト
- ゴロリ：中村秀利
- すイエんサーナレーション：伊吹吾郎
- コッシー：高橋茂雄
- サボさん：佐藤貴史
- まいどん：楠原かおり
- どーもくん：玄田哲章

他

## まいん&あやめ 夢のコラボ・コンサート
『まいん&あやめ 夢のコラボ・コンサート』は、2010年8月27日にNHKで開催されたスペシャルコンサート。

### イベント概要
進行は、「クッキンアイドル アイ!マイ!まいん!」のまいんちゃんと「シャキーン!」のあやめちゃん。
ケボとモッチとストレッチマンとどーもくんは、2009年7月の「キャラクター大集合 とどけ!みんなの元気パワー」以来、1年ぶりの共演。
モリゾーとキッコロは、まいんちゃんとあやめちゃんと夢の共演。
ちなみに、「キャラクター大集合 とどけ!みんなの元気パワー」で共演した、エリックとジェニーとワクワクさんとゴロリは、VTRで出演した。

### 出演者
| 番組名                             | 出演者・キャラクター |
| ---------------------------------- | -------------------- |
| クッキンアイドル アイ!マイ!まいん! | まいん               |
| シャキーン!                        | あやめちゃん         |
| えいごであそぼ                     | ケボ                 |
| えいごであそぼ                     | モッチ               |
| ストレッチマン・ハイパー           | ストレッチマン       |
| モリゾー・キッコロ 森へ行こうよ!   | モリゾー             |
| モリゾー・キッコロ 森へ行こうよ!   | キッコロ             |
| BSななみDEどーも                   | どーもくん           |

ゲスト
- メグメグ
- モー星人

### 曲目リスト
第1部
1. まいん&シャキーン!
2. ミラクル☆メロディハーモニー
3. クラッパラ!

第2部
1. コンサートの再開だ!
2. キッチンはマイステージ
3. みずのたび
4. どんまい・ふれんず